# چندی‌گر
چندی‌گر یا قلمرو اتحادیه چندی‌گر (به انگلیسی: Chandigarh پنجابی: ਚੰਡੀਗੜ੍ਹ، هندی: चण्डीगढ़، اردو: چنڈی گڑھ) با جمعیت ۱٬۰۵۴٬۶۸۶ نفر (در سال ۲۰۱۱) مرکز دو ایالت پنجاب و هاریانا در کشور هند است.

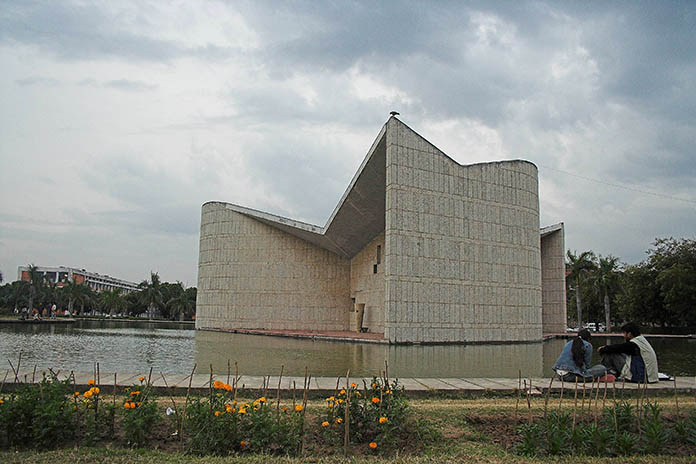
گاندی باوان که توسط پیر جانرت برای دانشگاه پنجاب ساخته شده است

این شهر گاهی با نام «شهر زیبا» نیز خوانده می‌شود.
نام چندیگر از معبد قدیمی چندی یا «چندی مندیر» گرفته شده و به معنی «قلعهٔ چندی» است.
چندی‌گر به عنوان اولین شهر طراحی شده هند و به جهت معماری و برنامه‌ریزی شهری‌اش در جهان شناخته شده است.
چندی‌گر مرکز پروژه‌های متعدد معماری است که توسط معمارهای پرآوازه‌ای چون لو کوربوزیه، پیر جانرت، متیو نوویکی و آلبرت مایر اجرا شده‌اند.
چندی‌گر از نظر بالاترین درآمد سرانه و شاخص توسعه انسانی در صدر فهرست ایالت‌ها و ناحیه‌های هم‌پیوسته هند قرار گرفته و براساس مطالعه انجام شده توسط وزارت توسعه شهری هند، به عنوان تمیزترین شهر در هند شناخته شده است.

## نگارخانه

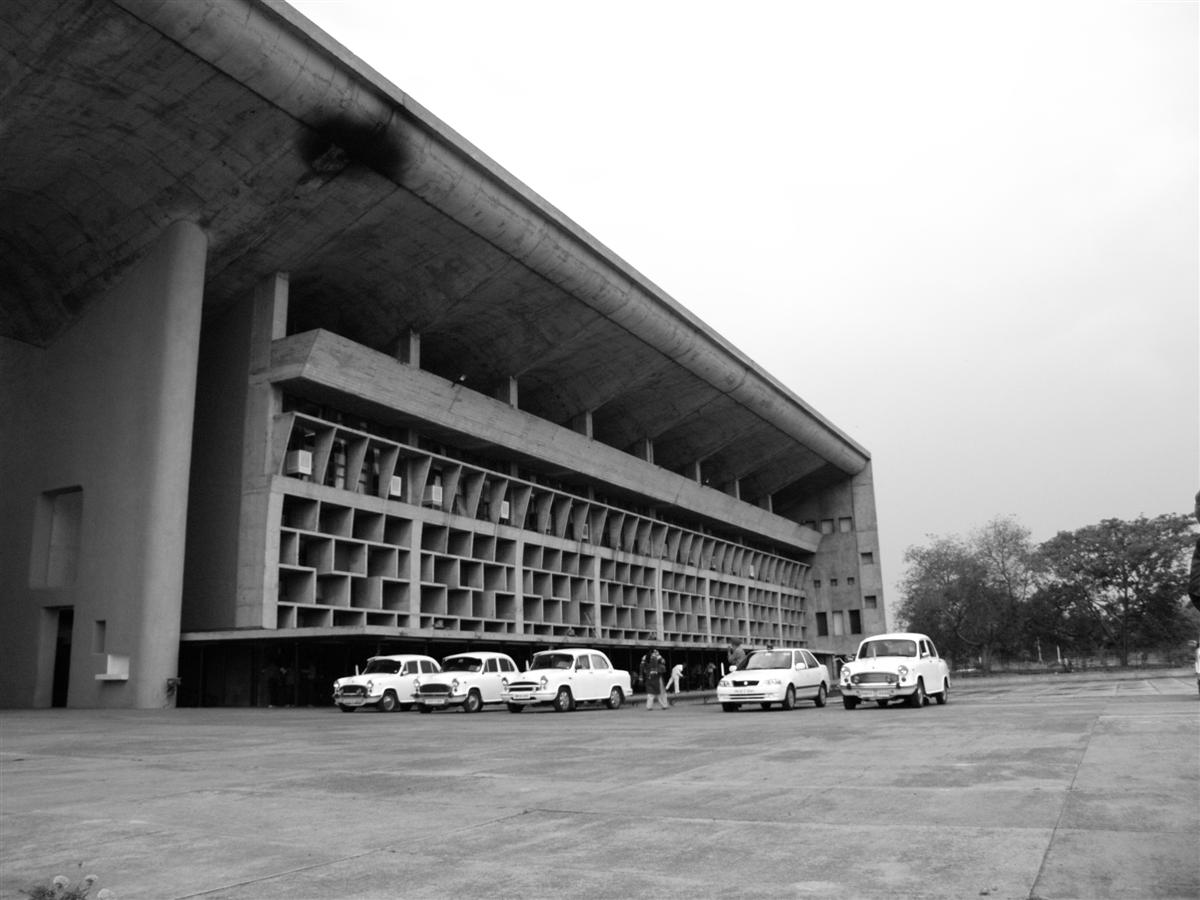
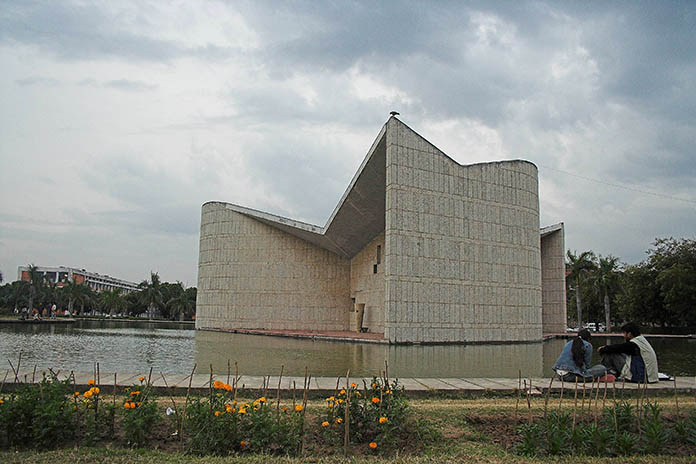
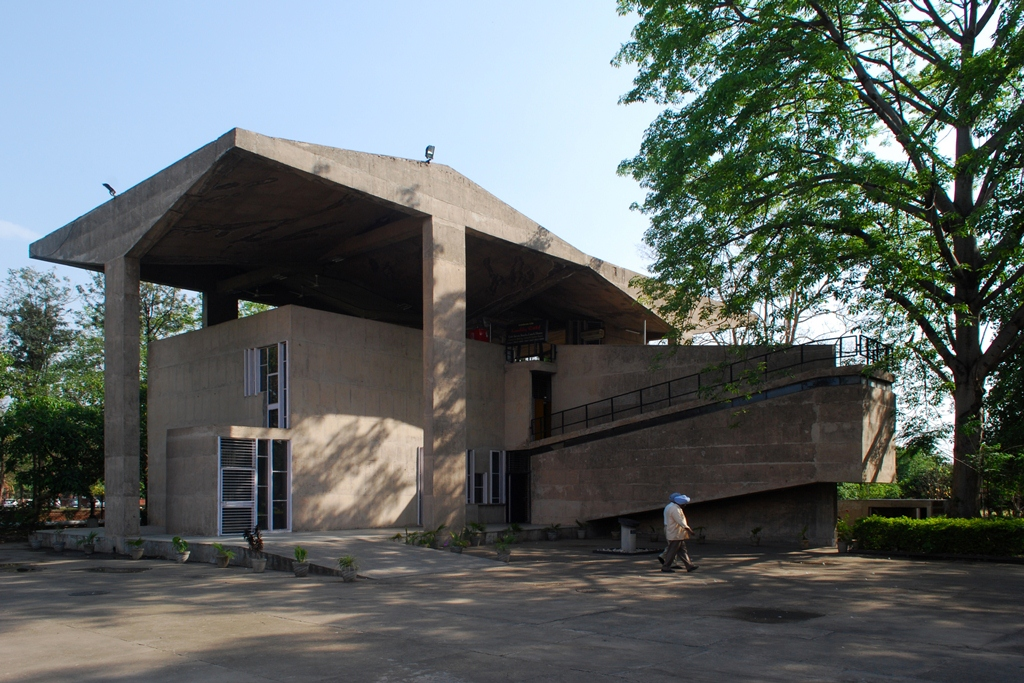
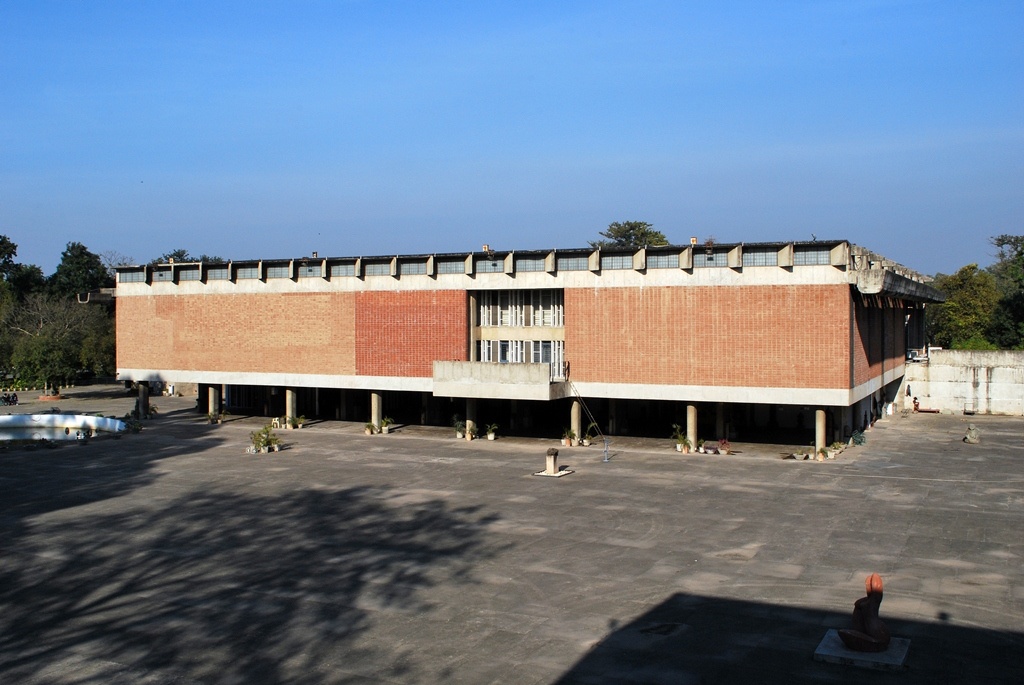
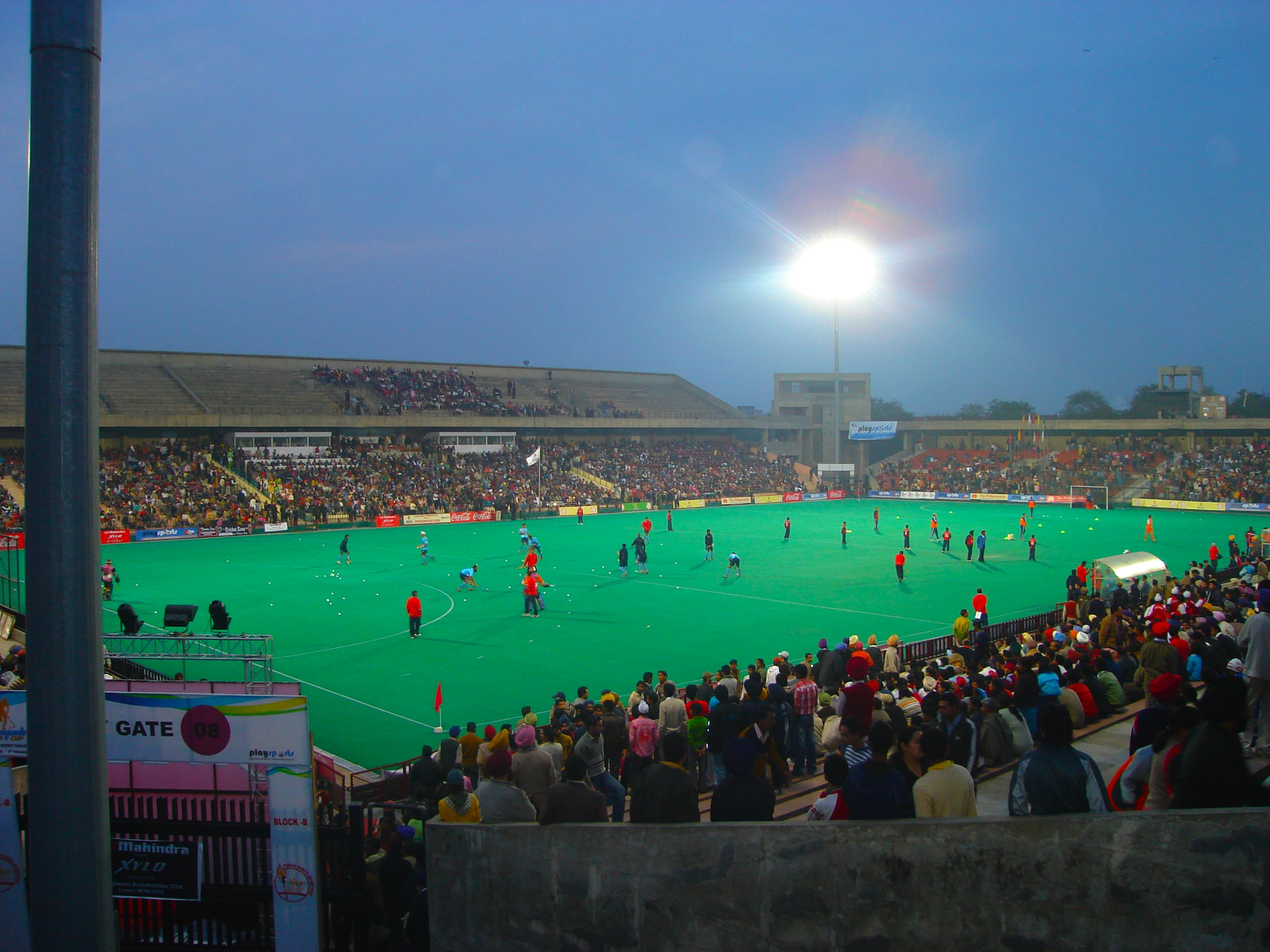
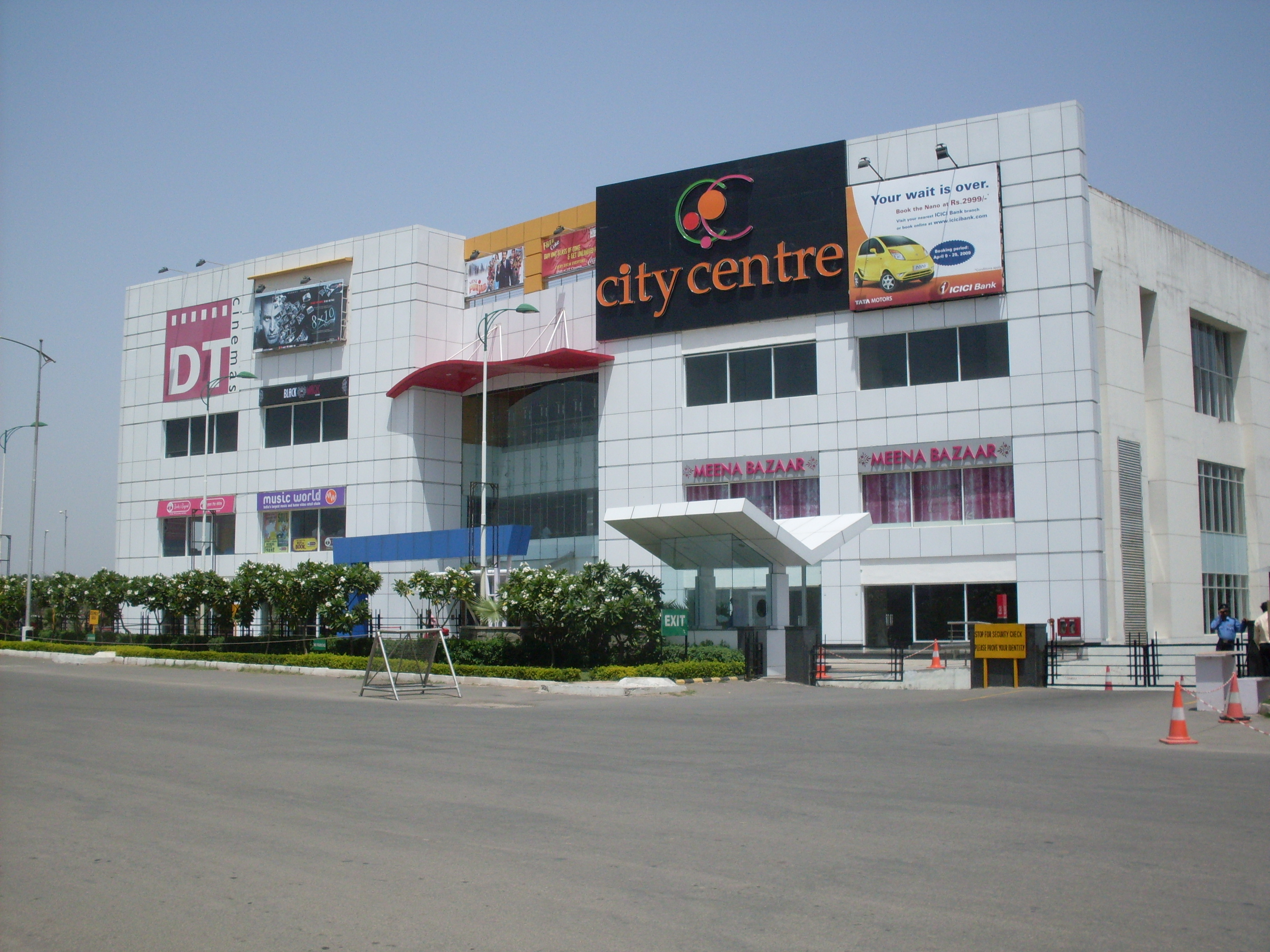
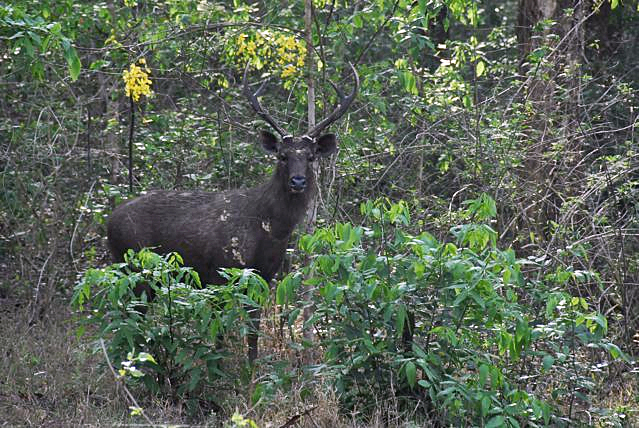